# Mittelgesichtsfraktur
Mittelgesichtsfrakturen sind Brüche des Gesichtsschädels, die durch Gewalteinwirkung auf den Kopf entstehen. Häufig sind Sportunfälle, Faustschläge, Verkehrsunfälle oder Stürze die Ursachen.
Man unterscheidet zwischen einer
- Zentralen Mittelgesichtsfraktur und einer
- Lateralen Mittelgesichtsfraktur, zu der auch die sogenannte Blow-out-Fraktur gehört.

Die Symptome können vielfältig sein, dazu zählen: Hämatome, insbesondere Brillen- oder Monokelhämatome, sichtbare knöcherne Stufen, Störungen beim Öffnen oder Schließen des Mundes, Schwellungen und Veränderungen des Gesichtes. Zur Diagnosestellung werden vor allem Röntgen und CT eingesetzt.
Die vielen therapeutischen Optionen sind abhängig von der Art und der Stelle des Bruchs, bzw. von der Schwere der begleitenden Verletzungen.